# George Grey Barnard
George Grey Barnard (ur. 24 maja 1863 w Bellefonte, zm. 24 kwietnia 1938 w Nowym Jorku) – amerykański rzeźbiarz, grafik i kolekcjoner sztuki. Członek stowarzyszony National Academy of Design (od 1902). 
Zgromadzone przez niego dzieła sztuki oraz architektoniczne detale z kilku europejskich, średniowiecznych klasztorów stały się, za pośrednictwem Johna D. Rockefellera, podstawą kolekcji muzeum The Cloisters.

## Życiorys i twórczość

### Młodość
George Grey Barnard był synem Josepha H. Barnarda, prezbiteriańskiego ministra i Marthy Gray. Używał jako własnego nazwiska panieńskiego matki, choć w zmodyfikowanej formie. Miał troje rodzeństwa: Evana, May, i Barbarę.
W 1866 roku rodzina Barnardów opuściła Bellefonte, zamieszkując kolejno w: Brookfield, Kankakee i Muscatine. Jako dziecko Barnard interesował się życiem dzikich zwierząt na prerii. W rezultacie zajął się taksydermią. Był samoukiem, a zgromadzone przez niego wypchane okazy (ponad 1000) były przedmiotem żywego zainteresowania lokalnej społeczności Środkowo-Zachodnich Stanów Zjednoczonych.
Pierwszą pracą Barnarda była posada asystenta jubilera w Muscatine. Pracował również jako rytownik u jubilera w Chicago. Już jako dojrzały nastolatek zaczął rzeźbić. Studiował krótko u rzeźbiarza Leonarda Volka, tworząc pod jego okiem pierwsze swoje dzieła z marmuru. Mając 19 lat rozpoczął studia w Art Institute of Chicago. Podczas studiów zainteresował się blisko Michałem Aniołem, który stał się inspiracją dla jego twórczości. Dzięki pieniądzom zarobionym ze sprzedaży swych dzieł mógł wyjechać do Francji, aby kontynuować naukę.

### Wyjazd do Francji
Po przyjeździe do Francji studiował w paryskiej Société Nationale des Beaux Arts w pod kierunkiem Pierre’a-Jules’a Caveliera. Jego sponsorem na początku kariery stał się Alfred Corning Clark, który zamówił u niego pierwsze rzeźby: Chłopiec i Braterska miłość. W 1894 roku, jeszcze podczas studiów w Paryżu, Barnard zaprezentował 6 swoich rzeźb na wystawie w salonie na Polu Marsowym, sponsorowanej przez Société Nationale des Beaux Arts. Dzięki nim stał się znany jako artysta. Jedna z tych rzeźb, Walka dwóch natur człowieka, zlecona przez Alfreda Clarka za 25 000 dolarów, znajduje się obecnie w zbiorach Metropolitan Museum of Art. Wykonane z marmuru dzieło przedstawia dwóch mężczyzn, umieszczonych jeden nad drugim, ale bez ukazania typowego starcia dobra ze złem, na co mógłby wskazywać tytuł rzeźby. Podczas pobytu w Paryżu Barnard poznał Ednę Monroe, mieszkankę Bostonu, którą poślubił przed powrotem do Stanów Zjednoczonych. Po powrocie Barnardowie zamieszkali w swoim domu w Washington Heights na Manhattanie. Mieli troje dzieci: Monroe, Barbarę i Vivię.

### Powrót do Stanów Zjednoczonych
Po powrocie do Stanów Zjednoczonych Barnard zrealizował rzeźbę w drewnie, Norweski zegar, a także takie dzieła jak: Kamieniarz, Panieństwo i kontrowersyjny Pan, wykonany z brązu, który miał być ustawiony w nowojorskim Central Parku, ale został odrzucony, ponieważ przedstawiał nagą postać. Było to jedno z wielu rozczarowań, jakich wówczas Barnard doznał. Uchodził on za człowieka o silnych zasadach i ideałach, nieskorego do kompromisów. Dodatkowym powodem jego kłopotów stała się w 1896 roku śmierć dotychczasowego mecenasa, Alfreda Corninga Clarka.
Choć miał w tym czasie kilka zleceń, które pozwoliły mu na przeżycie, to dopiero zamówienie złożone w 1902 roku przez Josepha Millera Hustona okazało się przełomowe. Dotyczyło ono dekoracji rzeźbiarskiej budynku Pennsylvania State Capitol w Harrisburgu. Pierwotne zamówienie obejmowało znacznie większy zespół rzeźbiarski niż ten, który został ostatecznie zrealizowany; powstać miało 6 grup rzeźbiarskich, przewidzianych do ustawienia na postumentach przed wszystkimi trzema zachodnimi wejściami do budynku. Barnard zabrał się niezwłocznie do szkicowania i tworzenia małych modeli w glinie.

### Ponowny wyjazd do Francji

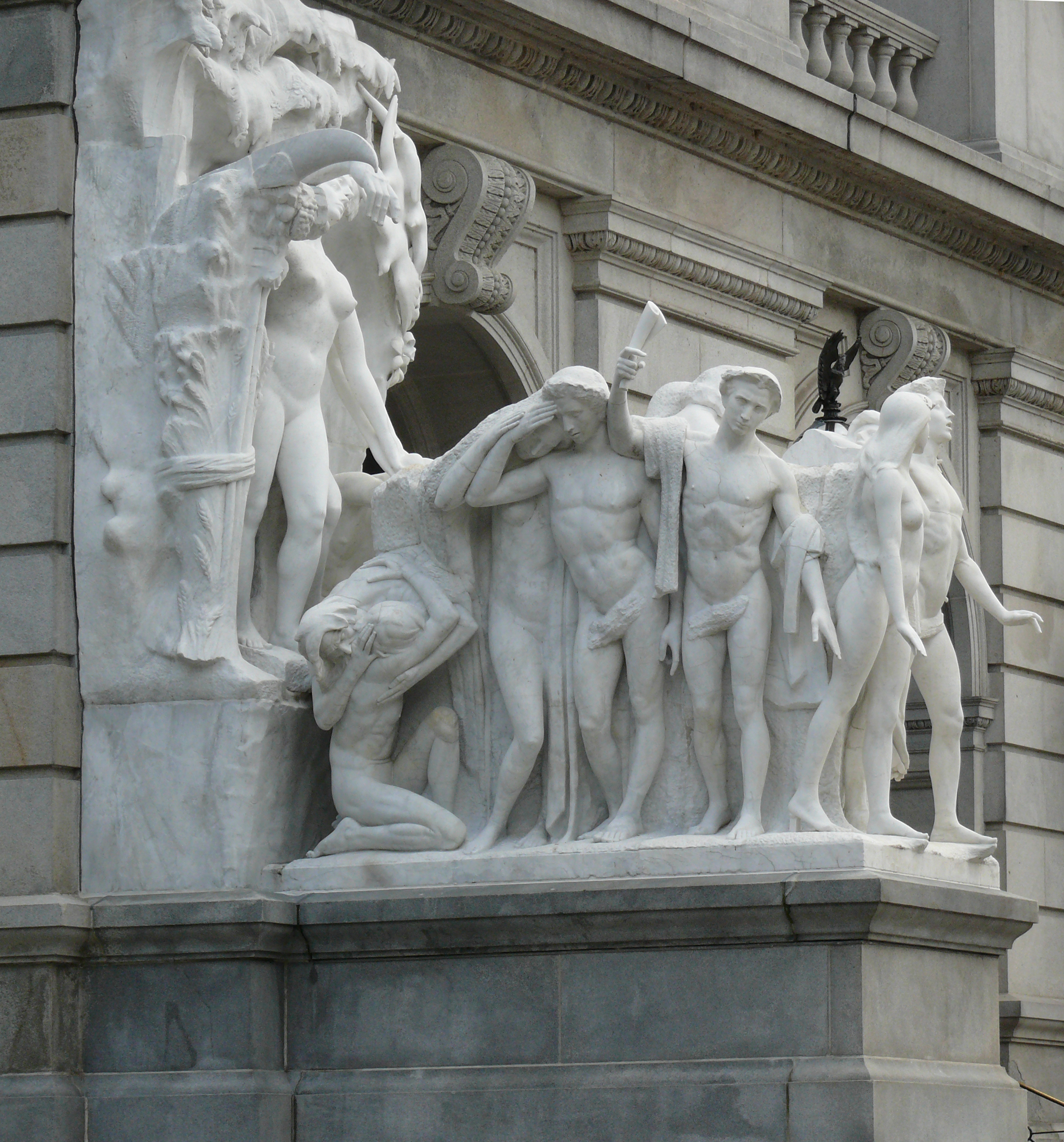
Miłość i praca: niezłamane prawo

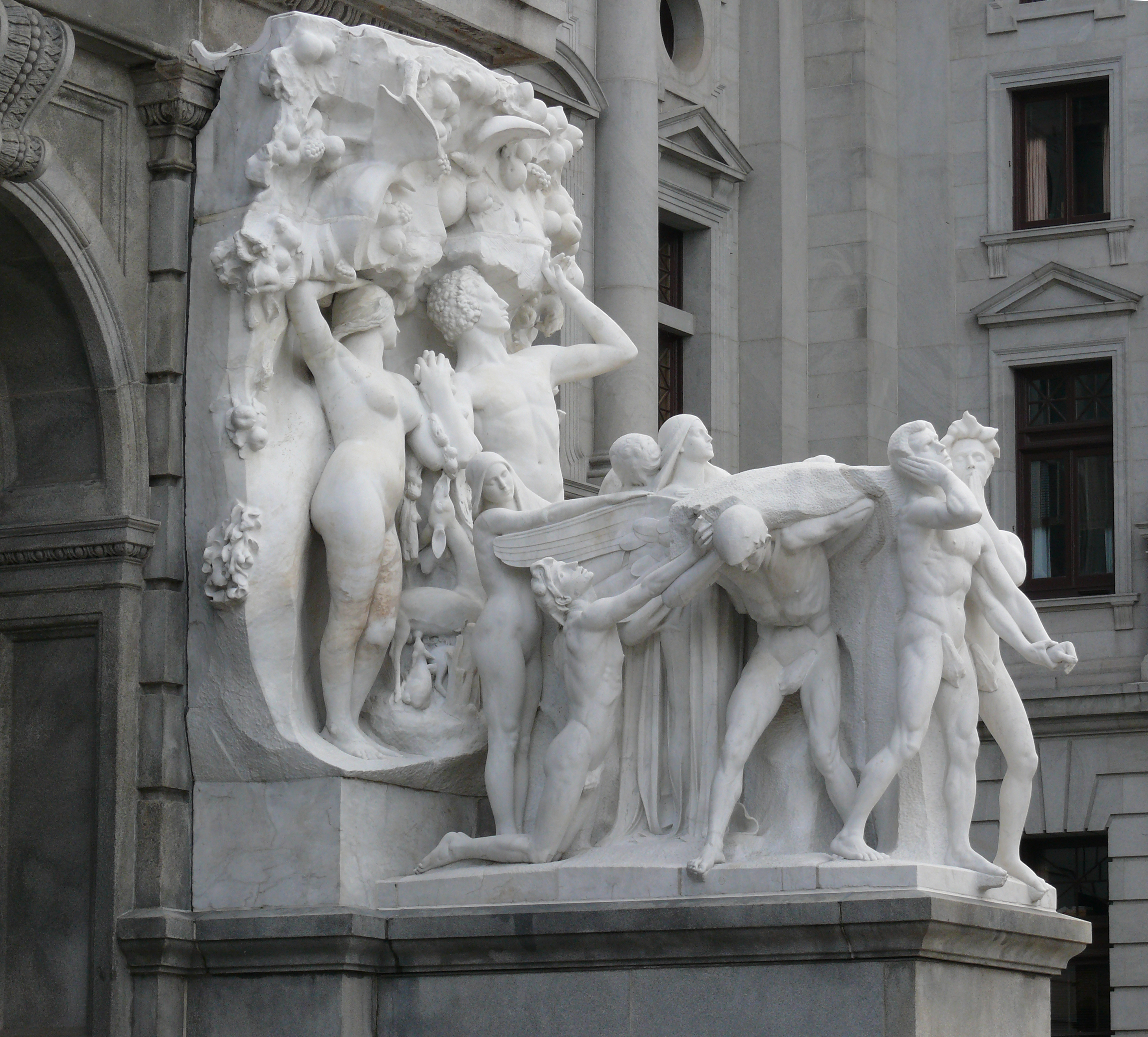
Brzemię życia: złamane prawo

Gdy tylko ukończył pierwszy z tych modeli, wyruszył do Francji, aby rozpocząć realizację 27 postaci. W 1904 roku pierwotny rzeźbiarski program został ograniczony z powodów finansowych, co pozwoliło mu skupić się na realizacji dwóch grup do dekoracji głównego wejścia. Barnard ukończył je w 1910 roku. Były to: grupa północna – Miłość i praca: niezłamane prawo oraz południowa – Brzemię życia: złamane prawo. Podczas pobytu w Moret Barnard zaczął kolekcjonować dzieła francuskiej sztuki średniowiecznej, które gromadził podczas swych europejskich podróży. Ponieważ żył nieco ponad stan, został później zmuszony do sprzedaży części swojej ogromnej kolekcji bogatym amerykańskim klientom, aby móc zapłacić swoim pracownikom za marmurowe odlewy rzeźb.
Barnard pozostał w Paryżu przez 7 lat, odnosząc w tym czasie wielki sukces na wystawie w Salonie na Polu Marsowym. Wspomniane rzeźby zostały wyeksponowane w widocznym miejscu po obu stronach wejścia do Grand Palais. W tym samym czasie realizacja zamówienia dla Pennsylvania State Capitol w Harrisburgu napotkała trudności. Ostatecznie jednak, dzięki pomocy przyjaciół Barnarda, prace zostały 4 października 1911 roku odsłonięte przy głównym wejściu do budynku Capitolu w Harrisburgu. W otwarciu uczestniczył kilkutysięczny tłum mieszkańców oraz znane osobistości jak: byli gubernatorzy stanu Pensylwania, James A. Beaver i Samuel W. Pennypacker oraz artystka Violet Oakley.

### Powrót do Stanów Zjednoczonych

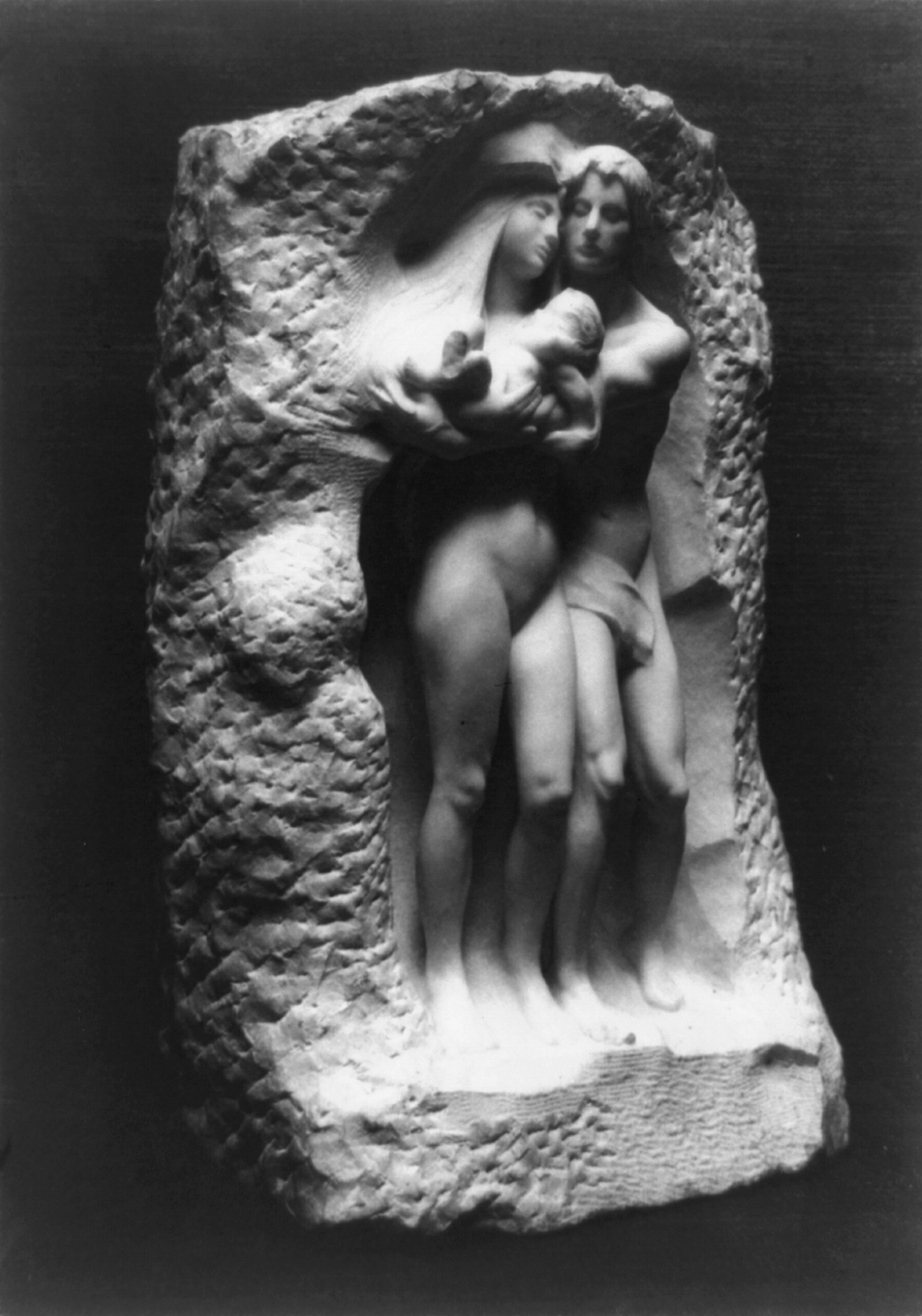
Narodziny, 1913, Biblioteka Kongresu Stanów Zjednoczonych (nr kat. 1000 na wystawie Armory Show)

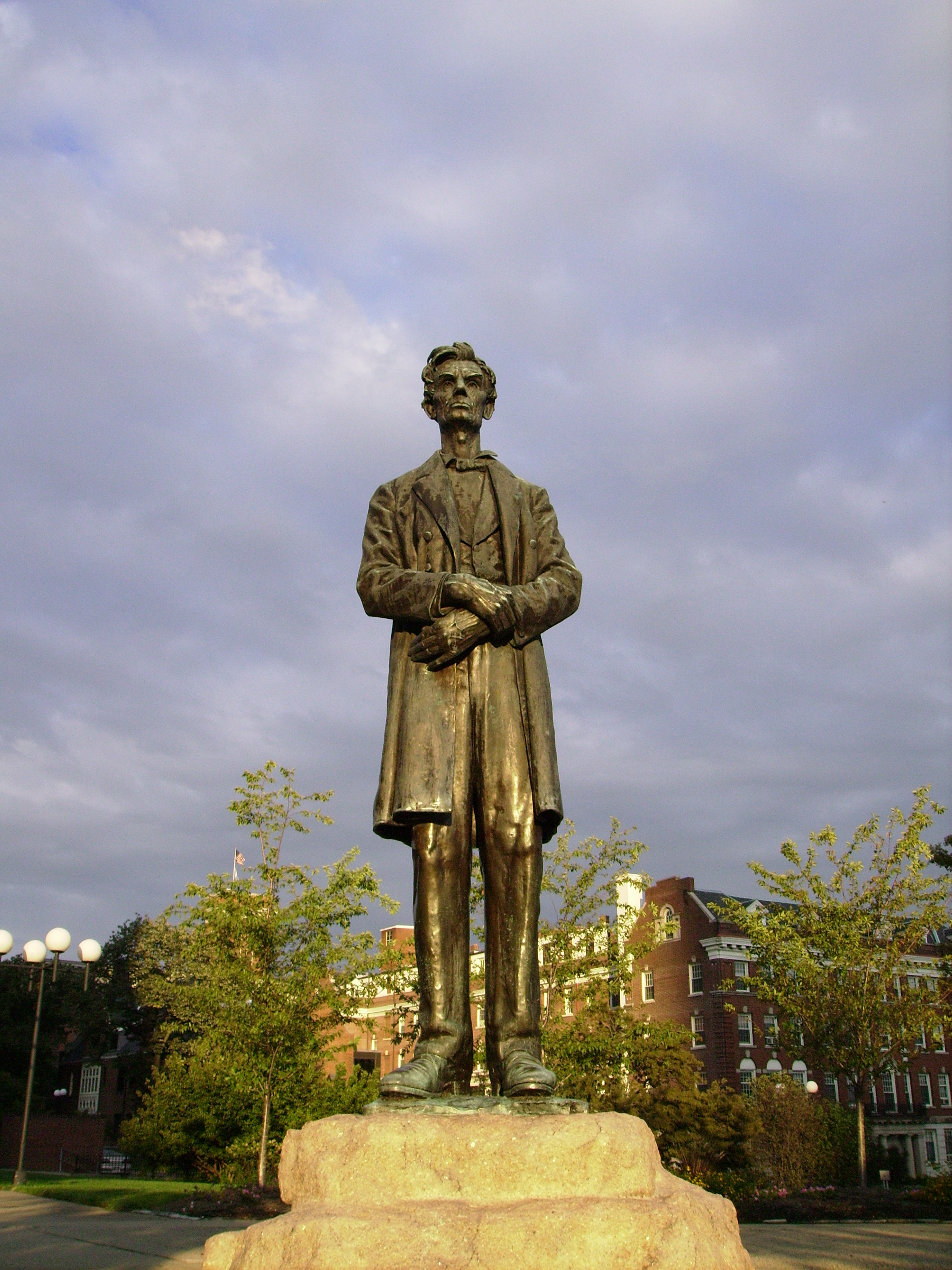
Abraham Lincoln

W 1913 roku Barnard wziął udział w wystawie Armory Show, na której zaprezentował 5 swoich prac z marmuru: Syn marnotrawny, Samotność, Umierający muzyk, Narodziny i Tajemnica. W 1914 roku założył na Washington Heights The Cloisters, pomyślany jako przykład średniowiecznego klasztoru. Znalazły się w nim średniowieczne artefakty z jego prywatnej kolekcji. Kolekcja Barnarda była pierwszą prezentacją sztuki tej epoki w Ameryce. The Cloisters został później zakupiony przez Johna D. Rockefellera i stanowi obecnie część kolekcji Metropolitan Museum of Art. Wśród eksponatów znalazły się fragmenty średniowiecznych francuskich klasztorów, takich jak: XII-wieczny krużganek z benedyktyńskiego opactwa Saint-Michel-de-Cuxa, zrekonstruowany z 460 fragmentów, XII-wieczny kapitularz z opactwa Pontaut, zamienionego po rewolucji francuskiej na stajnię, wystrój rzeźbiarski opactwa w Saint-Guilhem-le-Désert, portal z XII-wiecznego kościoła w Coulangé czy ostrołukowe, wysokie na 5 m okna z opactwa Sainte-Trinité w Beaumont-le-Roger. Średniowieczne artefakty Barnarda ma również Philadelphia Museum of Art.
Drugim obiektem zainteresowania Barnarda była osoba Abrahama Lincolna. Artysta otrzymał zamówienie od Charlesa Phelpsa i Anny Taftów na wykonanie z brązu posągu Lincolna dla Lytle Park w Cincinnati. Rzeźba ta, kopiowana i uznawana za jeden z najpiękniejszych wizerunków tego prezydenta, była wynikiem, jak sam określił, „jego podróży do serca Lincolna”. Jednak w chwili swego powstania dzieło to stało się przedmiotem wielu kontrowersji, przez wielu było krytykowane jako nieładne i pozbawione gustu; sam artysta czuł, że przekucie cech Lincolna w dzieło sztuki będzie bardzo trudnym zadaniem. Po realizacji pomnika Lincolna zrealizował trzy inne kopie oraz liczne popiersia, z których jedno zostało wystawione w pobliżu Talleyrand Park w Bellefonte, a drugie na terenie kampusu Pennsylvania State University.
Ostatnim zamierzeniem Barnarda było stworzenie imponującego, ponadczasowego pomnika pokoju, zatytułowanego Łuk tęczy i poświęconego matkom, których synowie polegli na wojnie. Ostatnie lata swojego życia artysta spędził na rzeźbieniu gipsowego modelu pomnika, który miał mieć ponad 30 m wysokości. Ukończony tuż przed jego śmiercią model został następnie zdemontowany, a jego części uległy rozproszeniu.

### Śmierć
24 kwietnia 1938 roku Barnard zmarł. Uroczystości pogrzebowe odbyły się w The Cloisters na Washington Heights. Pochowany został na cmentarzu w Harrisburgu.